# Marco Zanoni

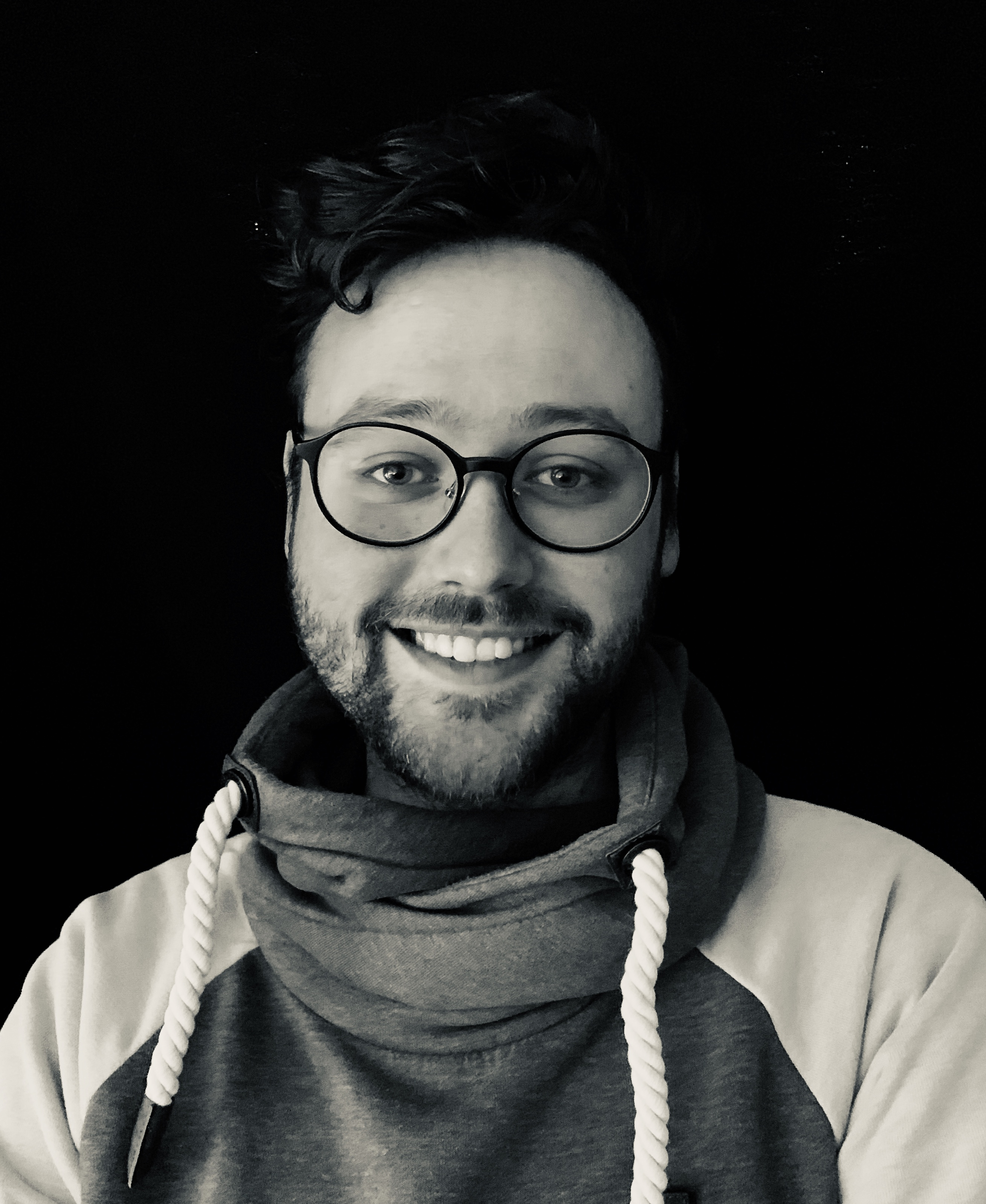
Marco Zanoni 2019

Marco Zanoni (* 28. Februar 1991 in Buchloe) ist ein deutsch-italienischer Spielfilmeditor und Colorist.

## Leben
Zanoni wurde im Allgäu als Sohn einer Hauswirtschafterin und eines Malermeisters geboren. Nach der mittleren Reife 2008 studierte er bis 2013 am SAE Institute München Digital Film & Animation und schloss mit dem Bachelor of Arts ab. Er wurde geprägt von den Blockbuster-Filmen der 90er Jahre. Sein Studienabschlussfilm JAin war als „Best Short“ auf dem Queerfilmfest Merlinka für den Dorothees Shoe Award nominiert. In diesem Film verarbeitete Marco teils persönliche Erlebnisse aus seinen Teenagertagen.
Von 2012 bis 2016 arbeitete Zanoni für die The Walt Disney Company (Germany) GmbH im Bereich On-Air Promotion und Operations der deutschen Disney Channels. Seit 2016 ist Zanoni freiberuflicher Editor und Colorist für  Spielfilme und TV-Formate. Außerdem wurde er 2018 in den Berufsverband der Editoren BFS aufgenommen.
Seinen ersten Kinospielfilm Hollywoodtürke (2019) schnitt er von 2015 bis 2016. Es folgten drei weitere Langspielfilme in den Jahren 2016 bis 2018.

Neben seinen Aktivitäten als Spielfilmeditor, vorrangig für Independent-Kino, arbeitet er als On-Air Promotion Editor. Hierfür gewann er 2017 den 1. Prize Eyes & Ears of Europe Award für seine Schnittarbeit in der Kategorie „Bester On-Air-Programm-Spot: Kinder“ für den Spot Disney Channel : Schnabeltiertag sowie 2019 in derselben Kategorie den dritten Platz für den Spot Disney Channel: Star Wars Tag.

## Filmographie
- 2016: Sodom (Editor, Colorist)
- 2018: Kahlschlag (Editor, Colorist)
- 2019: Hollywoodtürke (Editor)
- 2021: Tarantella (Editor, Post-Production Supervisor)

## Auszeichnungen
- 2013: Dorothy’s Shoe Award, Merlinka Queer Filmfestival (Nominiert)
- 2017: Eyes & Ears Award 2017: 1. Preis, Kategorie Promotion, Bester On-Air-Programm-Spot: Kinder
- 2019: Eyes & Ears Award 2019: 3. Preis, Kategorie Promotion, Bester On-Air-Programm-Spot: Kinder

## Publikationen
- Das Christentum: Die Hindusekte Europas. Tredition (Selbstverlag), 2023
  - Englisch: Christianity: Hindu Sect Of The Chosen Ones. tredition (Selbstverlag), 2023